# Международный аэропорт имени Хорхе Чавеса
Международный аэропорт имени Хорхе Чавеса (ИАТА: LIM, ИКАО: SPJC, до этого SPIM) — основной международный и внутренний аэропорт Перу. Расположен в городе Кальяо, в 11 км от столицы страны Лимы. В 2017 году аэропорт обслужил 22 025 704 пассажира. Является хабом для многих авиакомпаний. Аэропорт был назван в честь знаменитого летчика Хорхе Чавеса (1887—1910). Входит в пятерку самых загруженных аэропортов Южной Америки.

## История
Первым аэропортом Лимы был аэропорт Лиматамбо в Сан-Исидро. Он прекратил свою деятельность в 1960 году из-за нехватки места и роста пассажиропотока и был заменен международным аэропортом Лима-Кальяо. В июне 1965 года аэропорт Лима-Кальяо был переименован в «Международный аэропорт имени Хорхе Чавеса» в честь знаменитого перуанского летчика Хорхе Чавеса, первым в мире перелетевшего на самолёте через Альпы. Открытие аэропорта состоялось в декабре 1965 года.
В 2001 году в целях улучшения и расширения своей инфраструктуры правительство Перу передало аэропорт под управление компании Lima Airport Partners (LAP). LAP состоит немецкой компании Fraport и двух других второстепенных партнеров. Управление воздушным движением осуществляет Перуанская корпорация аэропортов и коммерческой авиации (CORPAC). Для отслеживания ситуации с аэропортом перуанское правительство привлекло внешних независимых наблюдателей.

## Расширение и планы
В феврале 2005 года был завершен первый этап реконструкции и расширения аэропорта. Который включал в себя строительство торгового центра Перу Плаза и новый зала ожидания. В июне 2007 года в аэропорту открылся четырехзвездочный отель Ramada Costa del Sol.
В январе 2009 года начался второй этап расширения терминала. Терминал имеет 28 выходов на посадку, 19 из которых имеют телескопические трапы. В августе 2009 года LAP объявил, что в 2010 году в аэропорту будет установлена новая курсо-глиссадная система (ILS CAT III), которая поможет при посадке в тумане.
24 октября 2018 года перуанское государство передало все земли для расширения и модернизации аэропорта имени Хорхе Чавеса оператору аэропорта «Lima Airport Partners». Предполагаемые инвестиции в размере 1200 млн долл. США включают строительство новой взлетно-посадочной полосы, диспетчерской вышки и пассажирского терминала в дополнение к существующему. Государство со своей стороны, будет строить новый мост и шоссе для улучшения транспортной доступности к аэропорту. Работы будут завершены через 4 года, к началу 2023 года, и к 2030 году смогут обеспечить транзит 40 миллионов пассажиров в год.

## Награды
С 2010 по 2012 год LAP получил ежегодную награду Skytrax за лучший аэропорт в Южной Америке 2010.
В марте 2010 года VIP-зал Sumaq в аэропорту получил второй ежегодный приз Priority Pass «Lounge of the Year 2010».

## Наземный транспорт и инфраструктура
Транспорт между аэропортом и городом обеспечивается туристическими автобусами и микроавтобусами. Аэропорт Экспресс Лима является официальным автобусом аэропорта имени Хорхе Чавеса и курсирует между аэропортом и городом. Линия 2 и линия 4 метро Лима в настоящее время находятся в стадии строительства, и к 2019 году планируется открыть станцию в аэропорту.
В аэропорту находится отель Ramada Costa del Sol, который расположен рядом с диспетчерской вышкой и выходом из аэропорта. Отель построен с шумоподавляющими панелями. Торговый центр Peru Plaza расположен рядом с пассажирским терминалом в районе Grand Concourse. Фуд-корт расположен у входа в пассажирский терминал на втором этаже и всегда открыт.
В аэропорту есть различные залы ожидания премиум-класса, такие как VIP Peru. Для пассажиров в Первом классе есть эксклюзивный салон возле ворот, VIP Club.
12 мая 2009 года в аэропорту открылся Lima Cargo City, центр для грузовых авиакомпаний.

## Статистика
| Год                 | 2019 (по Сент) | 2018       | 2017       | 2016       | 2015       | 2014       | 2013       | 2012       | 2011       | 2010       | 2009      | 2008      |
| ------------------- | -------------- | ---------- | ---------- | ---------- | ---------- | ---------- | ---------- | ---------- | ---------- | ---------- | --------- | --------- |
| Пассажирский трафик | 19’009,897     | 23’659,196 | 22’046,042 | 19’286,158 | 17’575,919 | 16’170,035 | 14’908,772 | 13’330,290 | 11’904,553 | 10’278,493 | 8’786,973 | 8,285,688 |
| Прирост в%          | ▲ Нет данных%  | ▲ 7,61 %   | ▲ 14,07 %  | ▲ 9,73 %   | ▲ 8,69 %   | ▲ 8,45 %   | ▲ 11,84 %  | ▲ 11,70 %  | ▲ 15,82 %  | ▲ 17,00 %  | ▲ 6,0 %   | ▲ 10,4 %  |

## Аварии и происшествия
- Катастрофа Boeing 707 под Лимой
- Катастрофа L-749 под Лимой
- Катастрофа Boeing 757 под Лимой
- Катастрофа Fokker F27 под Кальяо